# Дискография на Лейди Гага
Дискографията на американската поп-изпълнителка Лейди Гага се състои от седем студийни албума, четири И-пи (EP) албума, двадесет и три сингъла, три като допълващ изпълнител, шестнадесет промо сингъла и двадесет и седем музикални видеоклипа. Дебютният ѝ албум The Fame оглавява чартовете в Германия, Канада, Ирландия и Великобритания и достига номер едно в класациите Dance/Electronic Albums и Digital Albums в САЩ. Оттогава са продадени близо 15 милиона копия на албума.
Дебютният ѝ сингъл „Just Dance“, с участието на Colby O'Donis, оглавява класациите в САЩ, Обединеното Кралство, Канада, Австралия, Ирландия, Холандия и други и получава номинация за награда „Грами“ през 2009.
Следва сингълът „Poker Face“, който се превръща в една от най-успешните песни за 2008/2009 година, оглавява чартовете в почти всички държави и става най-номинираната песен на 2009 година, разделяйки си първото място със „Single Ladies“ на Бионсе. На 52-рите годишни музикални награди „Грами“ песента спечели в категорията за „Най-добър Денс Запис“ („Best Dance Recording“)
Третият ѝ сингъл „Eh, Eh (Nothing Else I Can Say)“ няма успех като първите два, но също достига челните позиции в Австралия, Нова Зеландия, Франция, Швеция и Холандия.
Следват два колкото успешни, толкова и скандални с музикалните си видеоклипове, сингли „LoveGame“ – март 2009 и „Paparazzi“ – юли същата година. Именно с последния Лейди Гага се превръща в първия изпълнител в историята с четири #1 сингли от дебютен албум, а клипа към песента бива номиниран 5 пъти на VMA-наградите на Mtv през септември 2009 г.
На 6 октомври 2009 по време на модната седмица в Париж дебютира шестият ѝ сингъл „Bad Romance“, който достига първа позиция в Австрия, Канада, Дания, Финландия, Ирландия, Италия, Русия, Швеция и Великобритания, второ позиция в Billboard Hot100, надминавайки успеха на предния ѝ сингъл „Paparazzi“, а 5-минутният видеоклип към песента се превръща в най-гледания музикален видеоклип в историята на YouTube, като достига повече от 150 милиона гледания само три месеца след премиерата му.
Вторият сингъл от новия ѝ албум The Fame Monster – „Telephone“, в дует с Бионсе се сдобива със стабилни дигитални продажби и се насочва към челните позиции в музикалните чартовете на САЩ, Канада, Ирландия, Великобритаия и Австралия, а 10-минутният клип към песента предизвика голям медиен интерес и бива забранен за излъчване в Австралия, а в много други държави е цензуриран.
Следващият сингъл „Alejandro“ достига 5-о място в САЩ и влиза в топ 10 в над десет държави, скандалното видео става едно от най-гледаните в YouTube.
През февруари 2011 г. излиза пилотният сингъл на втория и студиен албум – Born This Way. Песента, носеща същото име, влиза на първо място в САЩ и се задържа 6 седмици на върха.
Два месеца по късно точно преди Великден песента „Judas“, планирана като втори сингъл, изтича в нета. Два дена по-късно песента е пусната официално. Религиозните теми в песента са критикувани от много вярващи, също както и видеото.
В началото на май, седмица преди премиерата на албума, Гага пуска „The Edge of Glory“ като промо сингъл, но заради големите продажби и интереса към песента Гага и екипът и решават да я пуснат като официален сингъл. Песента достига 3-то място в САЩ и влиза в Топ 5 на големи музикални пазари в Австралия, Австрия, Канада, Германия, Италия, Нова Зеландия.
Четвъртият сингъл е пуснат през август. В песента участва Тейлър Кини, с който малко след клипа с Гага започват да излитат до 2016 г. Последният сингъл е избран, но песента не набира много успех и става първата песен на Гага, която не влиза в Топ 10 в САЩ.
През 2012 Гага излиза на турне и не реализира нова музика. През същото време издава името на предстоящия ѝ албум. Първият сингъл от дългоочаквания албум „Applause“ е планиран да излезе заедно с видеоклипа на 19 август, но след като демо вариантът изтича, сингълът е пуснат една седмица по-рано. Песента достига 4-то място в САЩ, но Гага бива критикувана заради големите очаквания преди ерата. Албумът Artpop също е много критикуван, въпреки че дебютира на върха в американските, австрийските и великобританските класации. Продадени са около 2,5 милиона копия, което го прави един от най-продавани албуми излезли през 2013 г.
Вторият сингъл трябва да е Venus, но поради интереса към песента Do What U Want – пусната същата седмица, тя бива избрана като втори сингъл.
Гага претърпява конфликт с мениджмънта си малко след излизането на албума. Клипа към Do What U Want остава неиздаден и Гага започва работа с друг мениджмънт през февруари снима нов клип. Клипа е заснет към песента G.U.Y., която Гага пуска като трети и последен сингъл от албума. Сингълът дебютира на 76-о място в САЩ което го прави най-неуспешният сингъл на Гага.
Шест месеца след последния сингъл от Artpop е пуснат Гага излиза на турне, по същото време пуска дуетен джаз албум с Тони Бенет. Албумът „Cheek to Cheek“ също дебютира на върха в Billboard 200 и има над 1,2 милиона продажби. Гага получава Грами за Най-Добър Традиционен Албум.
Петият студио албум на певицата – Joanne е пуснат на 21 октомври 2016 г. Албумът влиза на първо място в американската албумна класация. Гага става първата жена-изпълнител с четири номер 1 албума в държавата.

## Албуми

### Студийни албуми
| Заглавие                      | Детайли | Позиция в класация | Позиция в класация | Позиция в класация | Позиция в класация | Позиция в класация | Позиция в класация | Позиция в класация | Позиция в класация | Позиция в класация | Позиция в класация | Продажби                                                                                     | Сертификати |
| Заглавие                      | Детайли | [ 1 ]              | [ 2 ]              | [ 3 ]              | [ 4 ]              | [ 5 ]              | [ 6 ]              | [ 7 ]              | [ 8 ]              | [ 9 ]              |                    | Продажби                                                                                     | Сертификати |
| ----------------------------- | --- | ------------------ | ------------------ | ------------------ | ------------------ | ------------------ | ------------------ | ------------------ | ------------------ | ------------------ | ------------------ | -------------------------------------------------------------------------------------------- | --- |
| The Fame                      | - Издаден: 28 октомври 2008 - Формат: CD, дигитално сваляне, USB флаш, LP - Компания: Streamline, Cherrytree, Interscope                              | 2                  | 3                  | 1                  | 2                  | 1                  | 13                 | 2                  | 15                 | 7                  | 1                  | Свят: 16 000 000 - : 5 000 000 - : 3 100 000 - : 600 000 - : 700 000 - : 900 000 - : 210 000 | - : 6 пъти платинен - : 6 пъти платинен - : 11 пъти платинен - : 6 пъти платинен - : 5 пъти платинен - : 7 пъти платинен - : 5 пъти платинен - : Диамантен - : Платинен - : Платинен |
| Born This Way                 | - Издаден: 23 май 2011 - Формат: CD, дигитално сваляне, USB флаш, LP - Компания: Streamline, Kon Live, Interscope                                     | 1                  | 1                  | 1                  | 1                  | 1                  | 1                  | 1                  | 1                  | 2                  | 1                  | Свят: 7 000 000 - : 2 500 000 - : 1 100 000 - : 150 000 - : 350 000 - : 200 000 - : 200 000  | - : 4 пъти платинен - : 3 пъти платинен - : 3 пъти платинен - : Платинен - : Платинен - : Платинен - : 6 пъти платинен - : Платинен - : 2 пъти платинен - : Златен                   |
| Artpop                        | - Издаден: 11 ноември 2013 - Формат: CD, дигитално сваляне, LP - Компания: Interscope, Streamline                                                     | 1                  | 2                  | 3                  | 3                  | 3                  | 2                  | 2                  | 6                  | 3                  | 1                  | Свят: 3 000 000 - : 800 000 - : 230 000                                                      | - : Платинен - : Златен - : Златен - : Платинен - : Платинен - : Златен - : Златен - : Златен - : Златен                                                                             |
| Cheek To Cheek (с Тони Бенет) | - Издаден: 23 септември 2014 - Формат: CD, дигитално сваляне, LP, стрийминг. грамофонна плоча - Компания: Interscope, Streamline, Columbia            | 1                  | 7                  | 3                  | 9                  | 12                 | 6                  | 3                  | —                  | 5                  | 10                 | Свят: 1 500 000 - : 800 000                                                                  | - : Златен - : Сребърен - : Златен - : Платинен |
| Joanne                        | - Издаден: 21 октомври 2016 - Формат: CD, дигитално сваляне, LP, стрийминг - Компания: Interscope, Streamline                                         | 1                  | 2                  | 2                  | 9                  | 6                  | 2                  | 2                  | 3                  | 2                  | 3                  | Свят: 1 500 000 - : 700 000 - : 100 000                                                      | - : Платинен - : Златен - : Златен - : Златен - : Платинен - : Златен - : Платинен                                                                                                   |
| Chromatica                    | - Издаден: 29 май 2020 - Формат: CD, дигитално сваляне, стрийминг, LP, Аудиокасета, грамофонна плоча - Компания: Interscope                           | 1                  | 1                  | 1                  | 1                  | 3                  | 1                  | 1                  | 2                  | 2                  | 1                  | Свят: 3 000 000 - : 1 000 000                                                                | - : Платинен - : Златен - : Златен - : Платинен - : Платинен - : Платинен - : Платинен - : Златен                                                                                    |
| Love for Sale (с Тони Бенет)  | - Издаден: 1 октомври 2021 - Формат: CD, дигитално сваляне, LP, стрийминг, аудиокасета, грамофонна плоча - Компания: Interscope, Streamline, Columbia | 8                  | 11                 | 33                 | 6                  | 5                  | 8                  | —                  | —                  | 12                 | 6                  | Свят: 200 000 - : 100 000                                                                    | |
| Mayhem                        | - Издаден: 7 март 2025 г. - Формат: CD, дигитално сваляне, стрийминг, LP, аудиокасета - Компания: Interscope, Streamline                              | 1                  | 1                  | 1                  | 2                  | 1                  | 1                  | 1                  | 2                  | 1                  | 1                  | Свят: 1 000 000 - : 300 000                                                                  | - : Платинен - : Златен - : Златен - : Златен - : Златен - : Златен - : Златен |

### Саундтракове
| Албум | Позиция в класация | Позиция в класация | Позиция в класация | Позиция в класация | Позиция в класация | Позиция в класация | Позиция в класация | Позиция в класация | Позиция в класация | Позиция в класация | Продажби                                                          | Сертификати |
| Албум | [ 1 ]              | [ 2 ]              | [ 3 ]              | [ 4 ]              | [ 5 ]              | [ 6 ]              | [ 7 ]              | [ 9 ]              | [ 8 ]              | [ 12 ]             | Продажби                                                          | Сертификати |
| --- | ------------------ | ------------------ | ------------------ | ------------------ | ------------------ | ------------------ | ------------------ | ------------------ | ------------------ | ------------------ | ----------------------------------------------------------------- | --- |
| A Star Is Born (с Брадли Купър) - Издаден: 5 октомври 2018 - Формат: CD, дигитално сваляне, LP - Компания: Interscope, Streamline                                | 1                  | 1                  | 1                  | 1                  | 4                  | 4                  | 1                  | 2                  | 1                  | 1                  | Свят: 6 000 000 - : 1 200 000 - : 600 000 - : 400 000 - : 200 000 | - : 2 пъти платинен - : 2 пъти платинен - : 6 пъти платинен - : 3 пъти платинен - : Платинен - : Платинен - : Златен - : Златен - : 3 пъти платинен - : Платинен |
| Top Gun: Maverick (с Лорн Балф, Харолд Фолтърмайер и Ханс Цимер) - Издаден: 27 май 2022 г. - Формат: CD, дигитално сваляне, стрийминг, LP - Компания: Interscope | 17                 | 11                 | 23                 | 17                 | 16                 | 74                 | 16                 | 57                 | —                  | —                  |                                                                   | - : Сребърен - : Платинен |
| Harlequin - Издаден: 27 септември 2024 - Формат: CD, дигитално сваляне, LP, стрийминг - Компания: Interscope                                                     | 20                 | 40                 | 66                 | 10                 | 9                  | 12                 | 28                 | 5                  | —                  | 11                 |                                                                   | |
| Joker: Folie à Deux (с Хоакин Финикс) - Издаден: 4 октомври 2024 г. - Формат: стрийминг, CD, дигитално сваляне, LP - Компания: Interscope                        | —                  | —                  | —                  | 39                 | 43                 | 92                 | —                  | 44                 | —                  | —                  |                                                                   | |

### Компилации
| Албум | Позиция в класация | Позиция в класация | Позиция в класация | Позиция в класация | Позиция в класация | Позиция в класация | Позиция в класация | Позиция в класация | Позиция в класация | Позиция в класация | Продажби                              |
| Албум |                    | [ 3 ]              | [ 4 ]              | [ 5 ]              |                    | [ 7 ]              | [ 8 ]              | [ 9 ]              |                    |                    | Продажби                              |
| --- | ------------------ | ------------------ | ------------------ | ------------------ | ------------------ | ------------------ | ------------------ | ------------------ | ------------------ | ------------------ | ------------------------------------- |
| The Remix - Издаден: 3 март 2010 - Формат: CD, дигитален формат, LP - Компания: Streamline, Kon Live, Cherrytree, Interscope                       | 12                 | 5                  | 19                 | —                  | 22                 | 9                  | 40                 | 12                 | 3                  | 6                  | Свят: 900 000 - : 316 000 - : 170 000 |
| Born This Way: The Remix - Издаден: 18 ноември 2011 - Формат: CD, дигитален формат, LP - Компания: Streamline, Kon Live, Interscope                | 62                 | 49                 | 71                 | —                  | 89                 | —                  | —                  | 41                 | 77                 | 105                | Свят: 200 000                         |
| Dawn of Chromatica - Издаден: 3 септември 2021 - Формат: CD, дигитално сваляне, LP, стрийминг, грамофонна плоча - Компания: Streamline, Interscope | 31                 | 89                 | 108                | —                  | 49                 | 32                 | —                  | 71                 | 56                 | 66                 |                                       |

### Миниалбуми / ЕP-та
| Албум | Позиция в класация | Позиция в класация | Позиция в класация | Позиция в класация | Позиция в класация | Позиция в класация | Позиция в класация | Позиция в класация | Позиция в класация |    | Продажби                      |
| Албум |                    | [ 3 ]              | [ 4 ]              | [ 5 ]              |                    | [ 7 ]              |                    | [ 9 ]              |                    |    | Продажби                      |
| --- | ------------------ | ------------------ | ------------------ | ------------------ | ------------------ | ------------------ | ------------------ | ------------------ | ------------------ | -- | ----------------------------- |
| The Cherrytree Sessions - Издаден: 3 февруари 2009 - Формат: CD, дигитален формат - Компания: Streamline, Kon Live, Cherrytree, Interscope            | —                  | —                  | —                  | —                  | —                  | —                  | —                  | —                  | —                  | —  | - : 10 000                    |
| Hitmixes - Издаден: 25 август 2009 - Формат: CD - Компания: Universal Music Canada                                                                    | —                  | 8                  | —                  | —                  | —                  | —                  | —                  | —                  | —                  | —  |                               |
| The Fame Monster - Издаден: 23 ноември 2009 - Формат: CD, дигитален формат, USB флаш, EP, LP - Компания: Streamline, Kon Live, Cherrytree, Interscope | 1                  | 6                  | 13                 | —                  | 2                  | 1                  | 2                  | 3                  | —                  | 5  | Свят: 3 000 000 - : 1 700 000 |
| A Very Gaga Holiday - Издаден: 22 ноември 2011 - Формат: дигитален формат - Компания: Streamline, Kon Live, Interscope                                | —                  | 74                 | —                  | —                  | —                  | —                  | —                  | —                  | —                  | 52 | - : 50 000                    |

### Концертни албуми
| Албум | Продажби        |
| --- | --------------- |
| The Fame Monster: Video EP - Издаден: 7 май 2010 - Формат: дигитален формат - Компания: Streamline, Kon Live, Cherrytree, Interscope                                            |                 |
| Lady Gaga Presents The Monster Ball Tour: At Madison Square Garden - Издаден: 7 май 2010 - Формат: DVD, Blue-ray, дигитален формат - Компания: Streamline, Interscope, Kon Live | - Свят: 150 000 |
| Tony Bennett and Lady Gaga: Cheek to Cheek Live! - Издаден: 7 май 2010 - Формат: DVD, Blue-ray, дигитален формат - Компания: Streamline, Interscope, Columbia                   |                 |

## Сингли

### Като основен изпълнител
| Година | Заглавие                                     | Позиция в класация | Позиция в класация | Позиция в класация | Позиция в класация | Позиция в класация | Позиция в класация | Позиция в класация | Позиция в класация | Позиция в класация | Позиция в класация | Сертификати | Албум                         |
| Година | Заглавие                                     | [ 31 ]             | [ 2 ]              | [ 32 ]             | [ 4 ]              | [ 5 ]              | [ 6 ]              | [ 7 ]              | [ 9 ]              | [ 8 ]              | [ 33 ]             | Сертификати | Албум                         |
| ------ | -------------------------------------------- | ------------------ | ------------------ | ------------------ | ------------------ | ------------------ | ------------------ | ------------------ | ------------------ | ------------------ | ------------------ | --- | ----------------------------- |
| 2008   | „Just Dance“ (с участието на Колби О'Донис)  | 1                  | 1                  | 1                  | 14                 | 10                 | 36                 | 3                  | 3                  | 3                  | 1                  | - : Диамантен (11 пъти платинен) - : 12 пъти платинен - : 2 пъти платинен - : Платинен - : 6 пъти платинен - : Златен - : Платинен - : Платинен - : Платинен                                                 | The Fame                      |
| 2008   | „Poker Face“                                 | 1                  | 1                  | 1                  | 1                  | 1                  | 2                  | 1                  | 2                  | 1                  | 1                  | - : Диамантен (10 пъти платинен) - : 15 пъти платинен - : 4 пъти платинен - : 3 пъти платинен - : 2 пъти платинен - : 2 пъти платинен - : 8 пъти платинен - : 2 пъти платинен - : 2 пъти платинен            | The Fame                      |
| 2009   | „LoveGame“                                   | 5                  | 4                  | 2                  | 5                  | 7                  | —                  | 12                 | —                  | 12                 | 19                 | - : 3 пъти платинен - : 4 пъти платинен - : Платинен - : 2 пъти платинен - : Златен | The Fame                      |
| 2009   | „Paparazzi“                                  | 6                  | 2                  | 3                  | 6                  | 1                  | 3                  | 5                  | 46                 | 22                 | 4                  | - : 5 пъти платинен - : 6 пъти платинен - : 2 пъти платинен - : 3 пъти златен - : Платинен - : Златен - : Златен - : Златен                                                                                  | The Fame                      |
| 2009   | „Bad Romance“                                | 2                  | 2                  | 1                  | 1                  | 1                  | 1                  | 2                  | 1                  | 1                  | 1                  | - : Диамантен (11 пъти платинен) - : 11 пъти платинен - : 2 пъти платинен - : 3 пъти златен - : 2 пъти платинен - : 2 пъти платинен - : 7 пъти платинен - : 2 пъти платинен - : Платинен - : 2 пъти платинен | The Fame Monster              |
| 2010   | „Telephone“ (с участието на Бионсе)          | 3                  | 3                  | 3                  | 3                  | 3                  | 2                  | 3                  | 5                  | 2                  | 1                  | - : 5 пъти платинен - : 8 пъти платинен - : Платинен - : Златен - : Платинен - : 3 пъти платинен - : Платинен - : Златен - : Платинен                                                                        | The Fame Monster              |
| 2010   | „Alejandro“                                  | 5                  | 2                  | 4                  | 3                  | 2                  | 2                  | 11                 | 3                  | 4                  | 7                  | - : 4 пъти платинен - : 4 пъти платинен - : Платинен - : Платинен - : 2 пъти платинен - : Платинен - : Платинен - : Златен - : Златен                                                                        | The Fame Monster              |
| 2011   | „Born This Way“                              | 1                  | 1                  | 1                  | 2                  | 1                  | 2                  | 1                  | 1                  | 1                  | 3                  | - : 6 пъти платинен - : 8 пъти платинен - : Платинен - : 9 пъти платинен - : Платинен - : 2 пъти платинен - : 5 пъти платинен - : Платинен - : Златен                                                        | Born This Way                 |
| 2011   | „Judas“                                      | 10                 | 6                  | 8                  | 7                  | 23                 | 3                  | 12                 | 6                  | 7                  | 8                  | - : 2 пъти платинен - : 2 пъти платинен - : Платинен - : Златен - : Платинен - : Златен - : Златен | Born This Way                 |
| 2011   | „The Edge Of Glory“                          | 3                  | 2                  | 3                  | 7                  | 3                  | 2                  | 3                  | 5                  | 19                 | 6                  | - : 4 пъти платинен - : 5 пъти платинен - : Платинен - : Златен - : Платинен - : Платинен - : Златен | Born This Way                 |
| 2011   | „You & I“                                    | 6                  | 14                 | 10                 | 98                 | 21                 | 19                 | 5                  | —                  | —                  | 23                 | - : 3 пъти платинен - : Сребърен - : 2 пъти платинен - : Златен | Born This Way                 |
| 2011   | „Marry The Night“                            | 29                 | 80                 | 11                 | 50                 | 17                 | 34                 | —                  | —                  | —                  | 16                 | - : Платинен - : Сребърен - : Платинен | Born This Way                 |
| 2013   | „Applause“                                   | 4                  | 11                 | 4                  | 3                  | 5                  | 2                  | 7                  | 1                  | 17                 | 5                  | - : 4 пъти платинен - : 3 пъти платинен - : Златен - : Златен - : Платинен - : 5 пъти платинен - : Златен - : Златен - : 2 пъти платинен                                                                     | Artpop                        |
| 2013   | „Do What U Want“ (с участието на Ар Кели)    | 13                 | 21                 | 3                  | 8                  | 14                 | 3                  | 12                 | 2                  | 17                 | 9                  | - : Платинен - : Златен - : Платинен - : Златен - : Платинен - : Златен - : Платинен - : Златен | Artpop                        |
| 2014   | „G.U.Y.“                                     | 76                 | 88                 | —                  | 92                 | —                  | 94                 | —                  | —                  | —                  | 115                | | Artpop                        |
| 2016   | "Til It Happens to You"                      | 95                 | —                  | 46                 | 46                 | —                  | —                  | —                  | 29                 | —                  | 171                | | Невключен в албум             |
| 2016   | „Perfect Illusion“                           | 15                 | 14                 | 17                 | 1                  | 31                 | 5                  | 31                 | 34                 | 38                 | 12                 | - : Златен - : Сребърен - : Платинен - : Златен - : Златен | Joanne                        |
| 2016   | „Million Reasons“                            | 4                  | 34                 | 16                 | 29                 | 85                 | 12                 | —                  | 80                 | 71                 | 39                 | - : 3 пъти платинен - : Платинен - : 4 пъти платинен - : Златен - : Платинен - : Златен - : 3 пъти платинен - : Платинен - : Платинен - : 2 пъти платинен                                                    | Joanne                        |
| 2017   | „The Cure“                                   | 39                 | 10                 | 33                 | 4                  | 57                 | 36                 | —                  | 57                 | 51                 | 19                 | - : Платинен - : 3 пъти платинен - : Златен - : Златен - : Златен | Невключен в албум             |
| 2018   | „Shallow“ (колаборация с Брадли Купър)       | 1                  | 1                  | 1                  | 3                  | 4                  | 2                  | 1                  | 11                 | 1                  | 1                  | - : 4 пъти платинен - : 6 пъти платинен - : 16 пъти платинен - : 8 пъти платинен - : 9 пъти платинен - : 6 пъти платинен - : Диамантен - : 6 пъти платинен - : Платинен - : 8 пъти платинен                  | A Star Is Born (саундтрак)    |
| 2020   | "Stupid Love"                                | 5                  | 7                  | 7                  | 36                 | 21                 | 15                 | 23                 | 50                 | 24                 | 5                  | - : Платинен - : Платинен - : 3 пъти платинен - : 2 пъти платинен - : Платинен - : Златен - : Златен - : Златен                                                                                              | Chromatica                    |
| 2020   | "Rain on Me" (колаборация с Ариана Гранде)   | 1                  | 2                  | 1                  | 12                 | 9                  | 5                  | 2                  | 8                  | 8                  | 1                  | - : 2 пъти платинен - : 2 пъти платинен - : 5 пъти платинен - : 2 пъти платинен - : Златен - : Златен - : Платинен - : 3 пъти платинен - : 2 пъти платинен - : Платинен                                      | Chromatica                    |
| 2022   | "Hold My Hand"                               | 49                 | 29                 | 25                 | 32                 | 72                 | 57                 | 33                 | —                  | 61                 | 24                 | - : Златен - : Платинен - : Платинен - : Диамантен - : Платинен - : Златен - : Златен | Top Gun: Maverick (саундтрак) |
| 2022   | "Bloody Mary"                                | 41                 | —                  | 50                 | 43                 | 31                 | 20                 | —                  | 96                 | 30                 | 22                 | - : Златен - : Платинен - : Златен - : Диамантен - : Платинен - : Златен - : Златен | Born This Way                 |
| 2024   | "Die with a Smile"(колаборация с Бруно Марс) | 1                  | 2                  | 1                  | 7                  | 4                  | 16                 | 1                  | 19                 | 2                  | 2                  | - : 2 пъти платинен - : 4 пъти платинен - : 4 пъти платинен - : 4 пъти платинен - : Диамантен - : Платинен - : Златен - : 2 пъти платинен                                                                    | Mayhem                        |
| 2024   | "Disease"                                    | 27                 | 39                 | 28                 | 66                 | 70                 | 53                 | —                  | 58                 | 53                 | 7                  | - : Златен - : Сребърен - : Златен | Mayhem                        |
| 2025   | „Abracadabra“                                | 13                 | 12                 | 12                 | 13                 | 4                  | 28                 | 13                 | 23                 | 8                  | 3                  | - : Златен - : Златен - : Платинен - : Златен - : Златен - : Златен | Mayhem                        |

### Като гост изпълнител
| Година                                                     | Заглавие                                                                                             | Позиция в класация | Позиция в класация                                   | Позиция в класация | Позиция в класация | Позиция в класация | Позиция в класация | Позиция в класация | Позиция в класация | Позиция в класация | Позиция в класация | Сертификати |   |    |  |
| ---------------------------------------------------------- | --- | ------------------ | ---------------------------------------------------- | ------------------ | ------------------ | ------------------ | ------------------ | ------------------ | ------------------ | ------------------ | ------------------ | ----------- | - | -- |  |
| Година                                                     | Заглавие                                                                                             | 2009               | „Chilin'“ (песен на Уейл, с участието на Лейди Гага) | 99                 | 29                 | 73                 | —                  | —                  | —                  | —                  | —                  | Сертификати | — | 12 |  |
| „Video Phone“ (песен на Бионсе, с участието на Лейди Гага) | 65                                                                                                   | 2009               | 31                                                   | —                  | —                  | —                  | 14                 | 32                 | —                  | 26                 | 58                 |             |   |    |  |
| 2011                                                       | „3-Way (The Golden Rule)“ (песен на Дъ Лонли Айлънд, с участието на Джъстин Тимбърлейк & Лейди Гага) | —                  | —                                                    | —                  | —                  | —                  | —                  | —                  | —                  | —                  | —                  |             |   |    |  |
| 2023                                                       | "Sweet Sounds of Heaven" (песен на Ролинг Стоунс, с участието на Stevie Wonder & Лейди Гага)         | —                  | —                                                    | —                  | —                  | 84                 | —                  | —                  | —                  | —                  | —                  |             |   |    |  |

## Промоционални сингли
| Година | Заглавие                                                        | Позиция в класация | Позиция в класация       | Позиция в класация | Позиция в класация | Позиция в класация | Позиция в класация | Позиция в класация | Позиция в класация | Позиция в класация | Позиция в класация | Албум              |   |    |          |
| ------ | --------------------------------------------------------------- | ------------------ | ------------------------ | ------------------ | ------------------ | ------------------ | ------------------ | ------------------ | ------------------ | ------------------ | ------------------ | ------------------ | - | -- | -------- |
| Година | Заглавие                                                        | 2008               | „Beautiful, Dirty, Rich“ | —                  | —                  | —                  | —                  | —                  | —                  | —                  | —                  | Албум              | — | 83 | The Fame |
| 2009   | „Eh, Eh (Nothing Else I Can Say)“                               | —                  | 15                       | 68                 | 7                  | —                  | —                  | 9                  | 2                  | —                  | —                  |                    |   |    | The Fame |
| 2009   | „Christmas Tree“                                                | —                  | —                        | 79                 | —                  | —                  | —                  | —                  | —                  | —                  | —                  | Невключена в албум |   |    |          |
| 2010   | „Dance in the Dark“                                             | —                  | 24                       | 88                 | —                  | —                  | —                  | —                  | —                  | —                  | 89                 | The Fame Monster   |   |    |          |
| 2011   | „Hair“                                                          | 12                 | 20                       | 11                 | 16                 | —                  | 5                  | 9                  | —                  | 9                  | 13                 | Born This Way      |   |    |          |
| 2013   | „Venus“                                                         | 32                 | 31                       | 19                 | 9                  | 35                 | 7                  | 20                 | 7                  | 1                  | 76                 | Artpop             |   |    |          |
| 2013   | „Dope“                                                          | 8                  | 34                       | 96                 | 8                  | 34                 | 5                  | 20                 | —                  | 1                  | 124                | Artpop             |   |    |          |
| 2014   | „Anything Goes“ (колаборация с Тони Бенет)                      | —                  | —                        | —                  | 178                | —                  | —                  | —                  | —                  | 40                 | 174                | Cheek to Cheek     |   |    |          |
| 2014   | „I Can't Give You Anything But Love“ (колаборация с Тони Бенет) | —                  | —                        | —                  | 173                | —                  | —                  | —                  | —                  | —                  | —                  | Cheek to Cheek     |   |    |          |
| 2016   | „Til It Happens To You“                                         | 95                 | —                        | 46                 | 46                 | —                  | —                  | —                  | —                  | —                  | 171                | Невключена в албум |   |    |          |
| 2016   | „A-Yo“                                                          | 66                 | —                        | 55                 | 167                | —                  | —                  | —                  | —                  | —                  | 66                 | Joanne             |   |    |          |
| 2018   | „Joanne“                                                        | —                  | —                        | —                  | 45                 | —                  | —                  | —                  | —                  | —                  | 154                | Joanne             |   |    |          |
| 2018   | „Always Remember Us This Way“                                   | 41                 | 12                       | 32                 | 60                 | 91                 | 50                 | 14                 | 10                 | 91                 | 25                 | A Star Is Born     |   |    |          |
| 2019   | "I'll Never Love Again"                                         | 36                 | 15                       | 43                 | 61                 | —                  | 61                 | —                  | 47                 | —                  | 27                 | A Star Is Born     |   |    |          |
| 2020   | "Sour Candy" (колаборация с Black Pink)                         | 33                 | 8                        | 18                 | 64                 | —                  | 46                 | 12                 | 49                 | 46                 | 17                 | Chromatica         |   |    |          |
| 2020   | "911"                                                           | —                  | 76                       | 85                 | 141                | —                  | 92                 | —                  | —                  | —                  | —                  | Chromatica         |   |    |          |
| 2021   | "Free Woman"                                                    | —                  | 75                       | 80                 | 143                | —                  | —                  | —                  | 93                 | —                  | —                  | Chromatica         |   |    |          |
| 2021   | "I Get a Kick Out of You"                                       | —                  | —                        | —                  | —                  | —                  | —                  | —                  | —                  | —                  | —                  | Love for Sale      |   |    |          |
| 2021   | "Love for Sale"                                                 | —                  | —                        | —                  | —                  | —                  | —                  | —                  | —                  | —                  | —                  | Love for Sale      |   |    |          |